# Bariumstearat
Bariumstearat ist eine chemische Verbindung aus der Gruppe der Bariumverbindungen und Fettsäuresalze.

## Eigenschaften
Bariumstearat ist das Bariumsalz der Stearinsäure. Es ist ein farbloser Feststoff, welcher unlöslich in Wasser und Ethanol ist. Er ist schwer löslich in Benzol und Toluol.

## Verwendung
Bariumstearat wird als Gleitmittel bei der Kunststoff- und Metallverarbeitung, als Stabilisator für PVC, in wasserabstoßenden Präparaten, zur Schmierfettherstellung und anderem verwendet. Es wird in geringer Menge auch Sprengstoffen zum Phlegmatisieren zugesetzt.